# Ямське (Новгородська область)
Ямське (рос. Ямское) — присілок в Хвойнинському районі Новгородської області Російської Федерації.
Населення становить 0 осіб. Входить до складу муніципального утворення Дворищинське сільське поселення.

## Історія
Від 2005 року входить до складу муніципального утворення Дворищинське сільське поселення

## Населення
| 2009 | 2010 |
| ---- | ---- |
| 2    | ↘0   |